# 1990 في اليابان
فيما يلي قوائم الأحداث التي وقعت خلال عام 1990 في اليابان.

## رياضة
- 1 يناير – بطولة العالم لسباق الدراجات على الطريق 1990
- 21 أكتوبر – جائزة اليابان الكبرى 1990 الفائز نيلسون بيكيه.

## ظهور
- 1 يناير – بوب ياباني

## أفلام
من الأفلام التي صدرت هذه السنة في اليابان:
- 1 يناير – انعكاس الحظ من إخراج باربيت شرودر.
- 1 يناير – دراغون بول زد : شجرة القوة من إخراج Daisuke Nishio [الإنجليزية]‏.
- 15 سبتمبر – جغتسو من إخراج تاكيشي كيتانو.

## برامج ومسلسلات وأنمي
- اللعبة الكبرى

## مواليد

### يناير
- 1 يناير – كوه
- 3 يناير – يويتشيرو كاكيتاني لاعب كرة قدم ياباني.
- 7 يناير – كينجي سيكيدو لاعب كرة قدم ياباني.
- 8 يناير – كوهي حتاتا لاعب كرة قدم ياباني.
- 9 يناير – ريوتارو هيروناجي لاعب كرة قدم ياباني.
- 9 يناير – كازوما إينوي لاعب كرة قدم ياباني.
- 11 يناير – كوسيإي إشيغامي لاعب كرة قدم ياباني.
- 15 يناير – دايسوكي إيشيزو لاعب كرة قدم ياباني.
- 17 يناير – يوسوكي كاواساكي لاعب كرة قدم ياباني.
- 20 يناير – تاإيشي سوناغاوا لاعب كرة قدم ياباني.
- 23 يناير – يوسوكي هاياشي لاعب كرة قدم ياباني.
- 25 يناير – تسوكاسا ماتسوياما لاعب كرة قدم ياباني.
- 27 يناير – يوكي كيتاإ لاعب كرة قدم ياباني.
- 29 يناير – دايسوكي سوزوكي لاعب كرة قدم ياباني.
- 30 يناير – تاتسورو إينوي لاعب كرة قدم ياباني.

### فبراير
- 2 فبراير – كاي هارادا لاعب كرة قدم ياباني.
- 4 فبراير – هاروكا توماتسو
- 5 فبراير – تاكاشي كاناي لاعب كرة قدم ياباني.
- 6 فبراير – أياتو هاسيبه لاعب كرة قدم ياباني.
- 7 فبراير – تاتسوشي كوياناغي لاعب كرة قدم ياباني.
- 10 فبراير – ساتوشي يوشيدا لاعب كرة قدم ياباني.
- 10 فبراير – ماسايا ساتو لاعب كرة قدم ياباني.
- 15 فبراير – كوتوري كويواي
- 17 فبراير – يوتاكا يوشيدا لاعب كرة قدم ياباني.
- 19 فبراير – كاتسوناري ميزوموتو لاعب كرة قدم ياباني.
- 19 فبراير – كييتا هيداكا لاعب كرة قدم ياباني.
- 22 فبراير – كوتا ميزوما لاعب كرة قدم ياباني.
- 24 فبراير – شوهي دوان لاعب كرة قدم ياباني.
- 26 فبراير – اكيشيقي كانيدا لاعب كرة قدم ياباني.

### مارس
- 4 مارس – تيتسويا ياماوكا لاعب كرة قدم ياباني.
- 5 مارس – أتسوشي ماتسوؤو لاعب كرة قدم ياباني.
- 7 مارس – ريو أوكو لاعب كرة قدم ياباني.
- 8 مارس – توشيكي ماسدا
- 11 مارس – أيومي موريتا لاعبة كرة مضرب يابانية.
- 11 مارس – يوتارو شين لاعب كرة قدم ياباني.
- 14 مارس – هارو كوروكي ممثلة يابانية.
- 24 مارس – يوكي أوتسو لاعب كرة قدم ياباني.
- 27 مارس – يوسوكي ماتسوموتو لاعب كرة قدم ياباني.
- 29 مارس – تاكاهيرو ناكاساتو لاعب كرة قدم ياباني.
- 30 مارس – رولا
- 30 مارس – هيروكي كاوانو لاعب كرة قدم ياباني.

### أبريل
- 3 أبريل – شوهي كيشيدا لاعب كرة قدم ياباني.
- 3 أبريل – كازوهيتو كيشيدا لاعب كرة قدم ياباني.
- 3 أبريل – يوكا ماميا لاعبة كرة سلة يابانية.
- 4 أبريل – مانابو سايتو لاعب كرة قدم ياباني.
- 5 أبريل – هاريوما ميورا ممثل ياباني.
- 6 أبريل – سوتان تانابا لاعب كرة قدم ياباني.
- 7 أبريل – ريوسوكي أوتشي لاعب كرة قدم ياباني.
- 8 أبريل – يوكي ناغاكو مؤدّية صوت يابانية.
- 9 أبريل – هيكارو كوبو لاعب كرة قدم ياباني.
- 10 أبريل – ماساهيتو نوتو لاعب كرة قدم ياباني.
- 11 أبريل – شوهي أوتسكا لاعب كرة قدم ياباني.
- 12 أبريل – هيروكي ساكاي لاعب كرة قدم ياباني.
- 15 أبريل – تشيكا أريمورا
- 17 أبريل – كوتارو فوجيوارا لاعب كرة قدم ياباني.
- 18 أبريل – ياسوهيتو توميتا لاعب كرة قدم ياباني.
- 19 أبريل – تاكوجي يوكوياما لاعب كرة قدم ياباني.
- 21 أبريل – يو توميتوكورو لاعب كرة قدم ياباني.
- 21 أبريل – يوكي يامازاكي لاعب كرة قدم ياباني.
- 23 أبريل – يوتارو هارا لاعب كرة قدم ياباني.
- 25 أبريل – كازوكي سيكوا لاعب كرة قدم ياباني.
- 25 أبريل – كييتا نوساكي لاعب كرة قدم ياباني.
- 25 أبريل – يوما تاكاهاشي لاعب كرة قدم ياباني.
- 26 أبريل – ريوتا ايوابوشي لاعب كرة قدم ياباني.
- 26 أبريل – ريوتا إينوي لاعب كرة قدم ياباني.
- 26 أبريل – هيروتو تاناكا لاعب كرة قدم ياباني.
- 29 أبريل – تاكومي يويساتو لاعب كرة قدم ياباني.
- 30 أبريل – كوهي هيجا لاعب كرة قدم ياباني.

### مايو
- 1 مايو – اكيتو كاواموتو لاعب كرة قدم ياباني.
- 1 مايو – يوتا شيمومورا لاعب كرة قدم ياباني.
- 2 مايو – داي فوجيموتو لاعب كرة قدم ياباني.
- 4 مايو – شونكي تاكاهاشي لاعب كرة قدم ياباني.
- 5 مايو – كازوما واتانابي متسابق دراجات نارية ياباني.
- 6 مايو – ماساتو كودو لاعب كرة قدم ياباني.
- 6 مايو – هيروكي أونو متسابق دراجات نارية ياباني.
- 7 مايو – تاكومي أوزاوا لاعب كرة قدم ياباني.
- 10 مايو – توموهيرو تايرا لاعب كرة قدم ياباني.
- 10 مايو – يوكي كوريهارا لاعب كرة قدم ياباني.
- 12 مايو – ماساتو يامازاكي لاعب كرة قدم ياباني.
- 15 مايو – كينتو فوكودا لاعب كرة قدم ياباني.
- 17 مايو – شويا سوغانوما لاعب كرة قدم ياباني.
- 18 مايو – يويا أوساكو لاعب كرة قدم ياباني.
- 19 مايو – يوهيي مايدا لاعب كرة قدم ياباني.
- 23 مايو – ماساهيرو إيشيكاوا لاعب كرة قدم ياباني.
- 24 مايو – يوسوكي أبه لاعب كرة قدم ياباني.
- 28 مايو – تاكويا وباتا لاعب كرة قدم ياباني.
- 28 مايو – توشيو شيماكاوا لاعب كرة قدم ياباني.
- 31 مايو – جين هناتو لاعب كرة قدم ياباني.
- 31 مايو – كينيا أوكازاكي لاعب كرة قدم ياباني.

### يونيو
- 1 يونيو – ريه موراكاوا
- 4 يونيو – تويوفومي وساكانو لاعب كرة قدم ياباني.
- 6 يونيو – يوم كودو لاعب كرة قدم ياباني.
- 7 يونيو – شينيا أواوتارو لاعب كرة قدم ياباني.
- 12 يونيو – يوشياكي كينوشيتا لاعب كرة قدم ياباني.
- 23 يونيو – شينوسكي هوندا لاعب كرة قدم ياباني.
- 29 يونيو – توموتاكا أوكاموتو لاعب كرة قدم ياباني.

### يوليو
- 2 يوليو – ريو شينساتو لاعب كرة قدم ياباني.
- 4 يوليو – ناوكي يامادا لاعب كرة قدم ياباني.
- 5 يوليو – فومينا سوزوكي
- 5 يوليو – هيسايوكي ساتو لاعب كرة قدم ياباني.
- 9 يوليو – تاكاكي سوغا لاعب كرة قدم ياباني.
- 9 يوليو – ماساتوشي أكي لاعب كرة قدم ياباني.
- 10 يوليو – توموكي موراماتسو لاعب كرة قدم ياباني.
- 10 يوليو – ريوجي هارا ملاكم ياباني.
- 17 يوليو – كوسوكي أكانيشي لاعب كرة قدم ياباني.
- 20 يوليو – كوجي هاتشيسوغا لاعب كرة قدم ياباني.
- 20 يوليو – كيغو هيغاشي لاعب كرة قدم ياباني.
- 22 يوليو – ويليام يوشيكاوا لاعب كرة قدم برازيلي.
- 23 يوليو – ريوجي إيتو لاعب كرة قدم ياباني.
- 24 يوليو – تاكويا موراؤكا لاعب كرة قدم ياباني.
- 24 يوليو – كيغو نوماتا لاعب كرة قدم ياباني.
- 24 يوليو – كييتا ماكيأوتشي لاعب كرة قدم ياباني.
- 26 يوليو – هيروكي أوموري لاعب كرة قدم ياباني.
- 28 يوليو – تاكويا وادا لاعب كرة قدم ياباني.
- 29 يوليو – شوجو أونيشي لاعب كرة قدم ياباني.

### أغسطس
- 1 أغسطس – يوكي يامامرا لاعب كرة قدم ياباني.
- 3 أغسطس – تاتسويا موريتا لاعب كرة قدم ياباني.
- 10 أغسطس – شونسوكي أندو لاعب كرة قدم ياباني.
- 10 أغسطس – يوكي هاشيسومي لاعب كرة قدم ياباني.
- 11 أغسطس – شوتا أوكي لاعب كرة قدم ياباني.
- 11 أغسطس – ماكوتو هيجيما لاعب كرة سلة ياباني.
- 13 أغسطس – دايتشي شيباتا لاعب كرة قدم ياباني.
- 16 أغسطس – كوكي أوتشياما
- 24 أغسطس – هيرومو كانازاوا لاعب كرة قدم ياباني.

### سبتمبر
- 1 سبتمبر – يوجي سينوما لاعب كرة قدم ياباني.
- 2 سبتمبر – كازويا سوناموري لاعب كرة قدم ياباني.
- 2 سبتمبر – يوسوكي ماروهاشي لاعب كرة قدم ياباني.
- 2 سبتمبر – يويا هيكيتشي لاعب كرة قدم ياباني.
- 4 سبتمبر – تايكي تسورونو لاعب كرة قدم ياباني.
- 5 سبتمبر – أكيرا يباياشي لاعب كرة قدم ياباني.
- 5 سبتمبر – يوكا أيساكا
- 8 سبتمبر – تاكويا ناجاتا لاعب كرة قدم ياباني.
- 9 سبتمبر – شوساكو توكيتا لاعب كرة قدم ياباني.
- 11 سبتمبر – توشييا شيجينوري لاعب كرة قدم ياباني.
- 11 سبتمبر – ناوكي واتادا لاعب كرة قدم ياباني.
- 13 سبتمبر – أتسوتاكا ناكامورا لاعب كرة قدم ياباني.
- 14 سبتمبر – هيروتاكا ميتا لاعب كرة قدم ياباني.
- 15 سبتمبر – أياكو أميرة تاكامادو
- 16 سبتمبر – هيروتو واتاو لاعب كرة قدم ياباني.
- 21 سبتمبر – تاتسويا كوإيشي لاعب كرة قدم ياباني.
- 22 سبتمبر – كوهي كوراتا لاعب كرة قدم ياباني.
- 22 سبتمبر – يوسوكي موتا لاعب كرة قدم ياباني.
- 23 سبتمبر – كوسوكي تاكاتومي لاعب كرة قدم ياباني.
- 27 سبتمبر – أتسومي تانيزاكي مؤدّية صوت يابانية.
- 28 سبتمبر – كازوهيرو ساتو لاعب كرة قدم ياباني.
- 29 سبتمبر – كين هيساتومي لاعب كرة قدم ياباني.

### أكتوبر
- 1 أكتوبر – مويمي كاتاياما
- 2 أكتوبر – رين سنغوكو لاعب كرة قدم ياباني.
- 3 أكتوبر – كييتا إيتشيكاوا لاعب كرة قدم ياباني.
- 5 أكتوبر – يتسكي يامادا لاعب كرة قدم ياباني.
- 6 أكتوبر – هوتارو ياماغوتشي لاعب كرة قدم ياباني.
- 11 أكتوبر – توشيهيدي هيراتا لاعب كرة قدم ياباني.
- 12 أكتوبر – ريوجي أمانو لاعب كرة قدم ياباني.
- 16 أكتوبر – هيروكي موريا لاعب كرة مضرب ياباني.
- 17 أكتوبر – ريوتا هيجا لاعب كرة قدم ياباني.
- 17 أكتوبر – ساكي كوماجاي لاعبة كرة قدم يابانية.
- 18 أكتوبر – تاكاهيسا كيتاهارا لاعب كرة قدم ياباني.
- 19 أكتوبر – كينتا كاكموتو لاعب كرة قدم ياباني.
- 25 أكتوبر – عيطة كاساوغوا لاعب كرة قدم ياباني.
- 27 أكتوبر – كينتو كورو لاعب كرة قدم ياباني.
- 29 أكتوبر – شوتو ناكاهارا لاعب كرة قدم ياباني.
- 29 أكتوبر – يوه ساتو لاعب كرة قدم ياباني.

### نوفمبر
- 3 نوفمبر – ريوهيإي أراي لاعب كرة قدم ياباني.
- 4 نوفمبر – تسوباسا سوزوكي لاعب كرة قدم ياباني.
- 4 نوفمبر – ريو نيشيجوتشي لاعب كرة قدم ياباني.
- 13 نوفمبر – كيوهي نوبوريساتو لاعب كرة قدم ياباني.
- 15 نوفمبر – هونغو كاناتا ممثل ياباني.
- 19 نوفمبر – تاتسويو ساكاإي لاعب كرة قدم ياباني.
- 21 نوفمبر – ريوتا ماتسوموتو لاعب كرة قدم ياباني.
- 25 نوفمبر – ساتورو مايكنو لاعب كرة قدم ياباني.
- 27 نوفمبر – نوزومي أوساكو لاعب كرة قدم ياباني.
- 28 نوفمبر – يوزورو شيمادا لاعب كرة قدم ياباني.
- 29 نوفمبر – توموكي إيماي لاعب كرة قدم ياباني.

### ديسمبر
- 3 ديسمبر – تاكوجي يونيموتو لاعب كرة قدم ياباني.
- 6 ديسمبر – كينتو هاياشي ممثل ياباني.
- 8 ديسمبر – ناوكي كوروياما لاعب كرة قدم ياباني.
- 10 ديسمبر – شمعون واتانابي لاعب كرة قدم ياباني.
- 10 ديسمبر – شويا توميزاوا متسابق دراجات نارية ياباني.
- 17 ديسمبر – ماكوتو تاكيدا ممثلة يابانية.
- 20 ديسمبر – مينامي تاكاهاشي مؤدّية صوت يابانية.
- 22 ديسمبر – تشيكا أنزاي
- 26 ديسمبر – تاكاميتسو تومياما لاعب كرة قدم ياباني.
- 26 ديسمبر – غاكوشي أوتا لاعب كرة قدم ياباني.
- 28 ديسمبر – ماتازو هيرانو لاعب كرة قدم ياباني.
- 31 ديسمبر – يوسوكي يوزاوا لاعب كرة قدم ياباني.

## وفيات

### يناير
- 1 يناير – شيغيو شينغو (مواليد 1909) مهندس ياباني.
- 20 يناير – هيغاشيكوني ناروهيكو (مواليد 1887)

### مارس
- 6 مارس – تارو كاغاوا (مواليد 1922) لاعب كرة قدم ياباني.

### يوليو
- 23 يوليو – كينجيرو تاكاياناغي (مواليد 1899)

### سبتمبر
- 1 سبتمبر – إدوين أو رايشاوير (مواليد 1910) دبلوماسي أمريكي.

### أكتوبر
- 24 أكتوبر – يوشيكو يواسا (مواليد 1896) مترجمة يابانية.